# Erosaria nebrites
Erosaria nebrites, tên tiếng Anh: false margined cowry, là một loài ốc biển, là động vật thân mềm chân bụng sống ở biển trong họ Cypraeidae, họ ốc sứ.

## Phân loài và formae
- Erosaria nebrites ceylonica (f) Schilder, F.A. & M. Schilder, 1938 [3]
- Erosaria nebrites oblonga (f) Melvill, J.C., 1888 [4]

## Phân bố
Chúng phân bố ở Biển Đỏ và ở Ấn Độ Dương dọc theo Đông Phi, Eritrea, Kenya, Somalia, Sri Lanka và Singapore.